# Spinaeschna watsoni
Spinaeschna watsoni är en trollsländeart som beskrevs av Günther Theischinger 1982. Spinaeschna watsoni ingår i släktet Spinaeschna och familjen mosaiktrollsländor. IUCN kategoriserar arten globalt som otillräckligt studerad. Inga underarter finns listade i Catalogue of Life.